# Masteria downeyi
Masteria downeyi är en spindelart som först beskrevs av Arthur M. Chickering 1966.  Masteria downeyi ingår i släktet Masteria och familjen Dipluridae. Inga underarter finns listade i Catalogue of Life.